# Corgatha paucifasciata
Corgatha paucifasciata là một loài bướm đêm trong họ Erebidae.